# Pfarrhaus (Wasserburg am Bodensee)

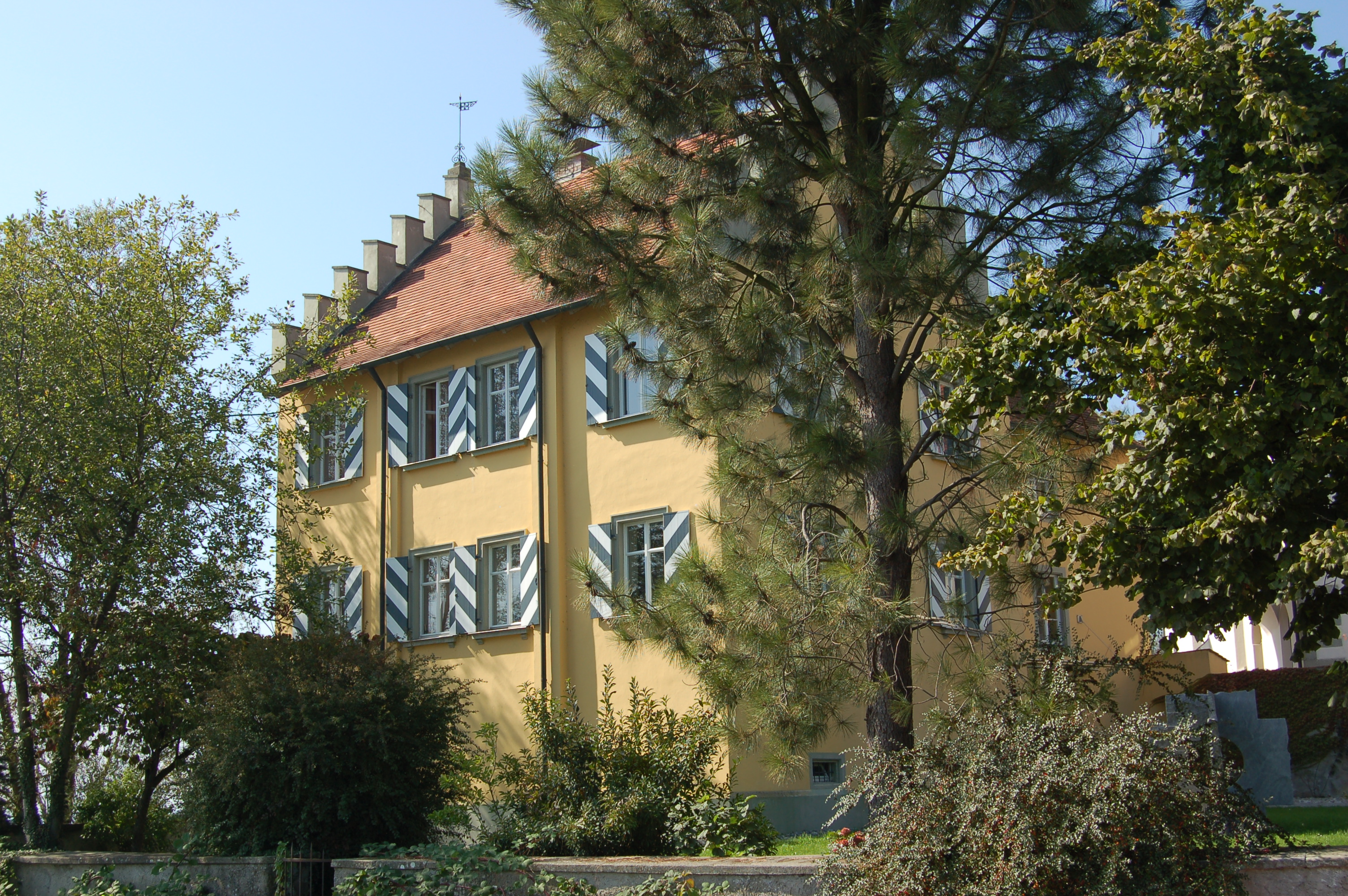
Pfarrhaus in Wasserburg

Das Pfarrhaus in Wasserburg am Bodensee, einer Gemeinde im schwäbischen Landkreis Lindau in Bayern, wurde 1550 errichtet. Das Pfarrhaus an der Halbinselstraße 81 ist ein geschütztes Baudenkmal.
Der zweiflügelige Satteldachbau mit Zinnengiebel und Bogengang zur Kirche St. Georg wurde im Kern im Jahr 1550 errichtet und 1878/80 verändert.